# Zwinger (Münster)

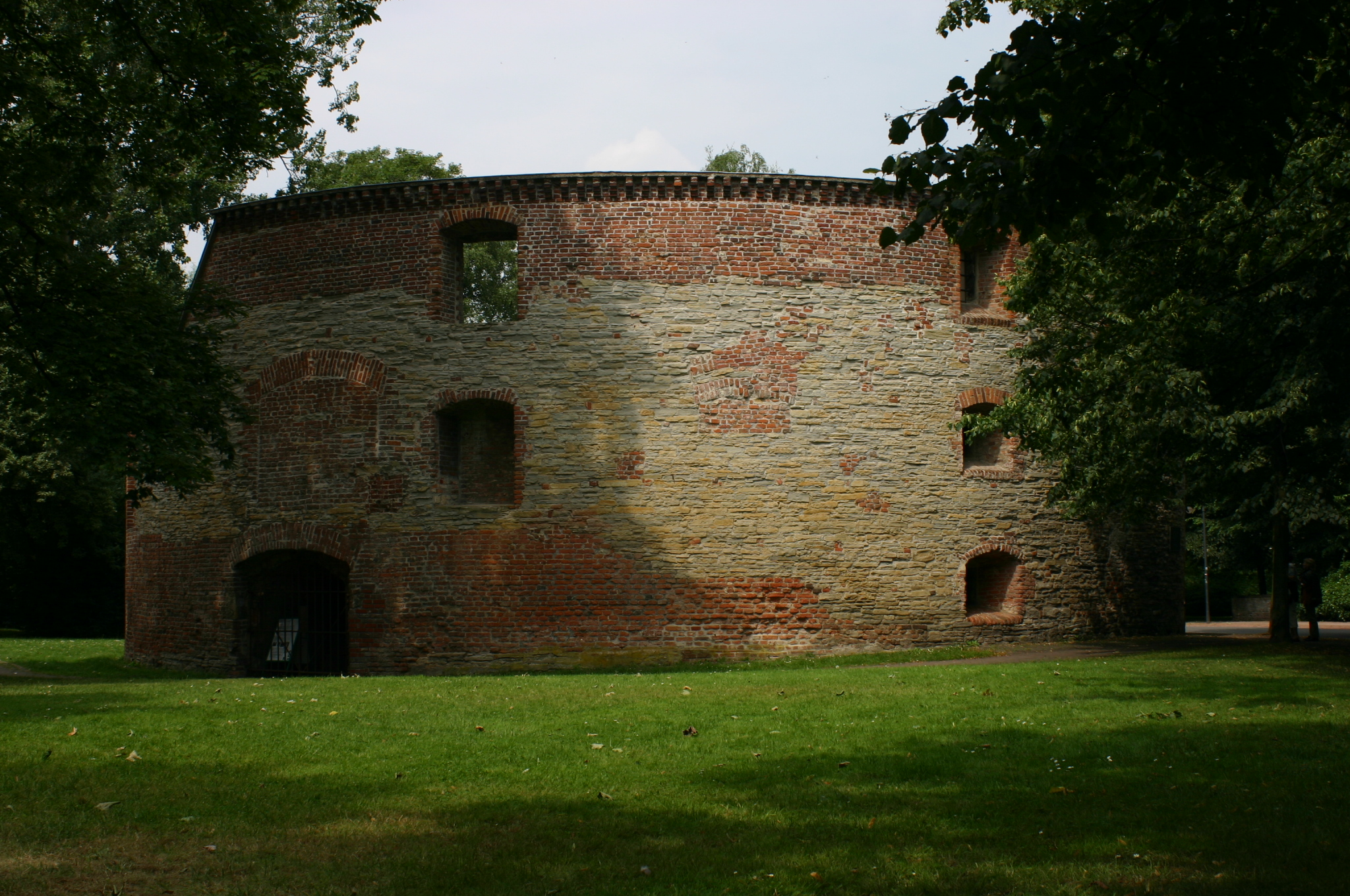
Der Zwinger an der heutigen Promenade

Der Zwinger im westfälischen Münster ist ein Teil der ehemaligen Stadtbefestigung aus der frühen Neuzeit. In der Zeit des Nationalsozialismus war er sowohl Gefängnis als auch Hinrichtungsstätte der Gestapo und wurde durch alliierte Bombenangriffe schwer beschädigt. Seit der Umwandlung in ein Mahnmal gehört der Zwinger zum Stadtmuseum Münster und beherbergt die Skulptur Das gegenläufige Konzert.

## Architektur

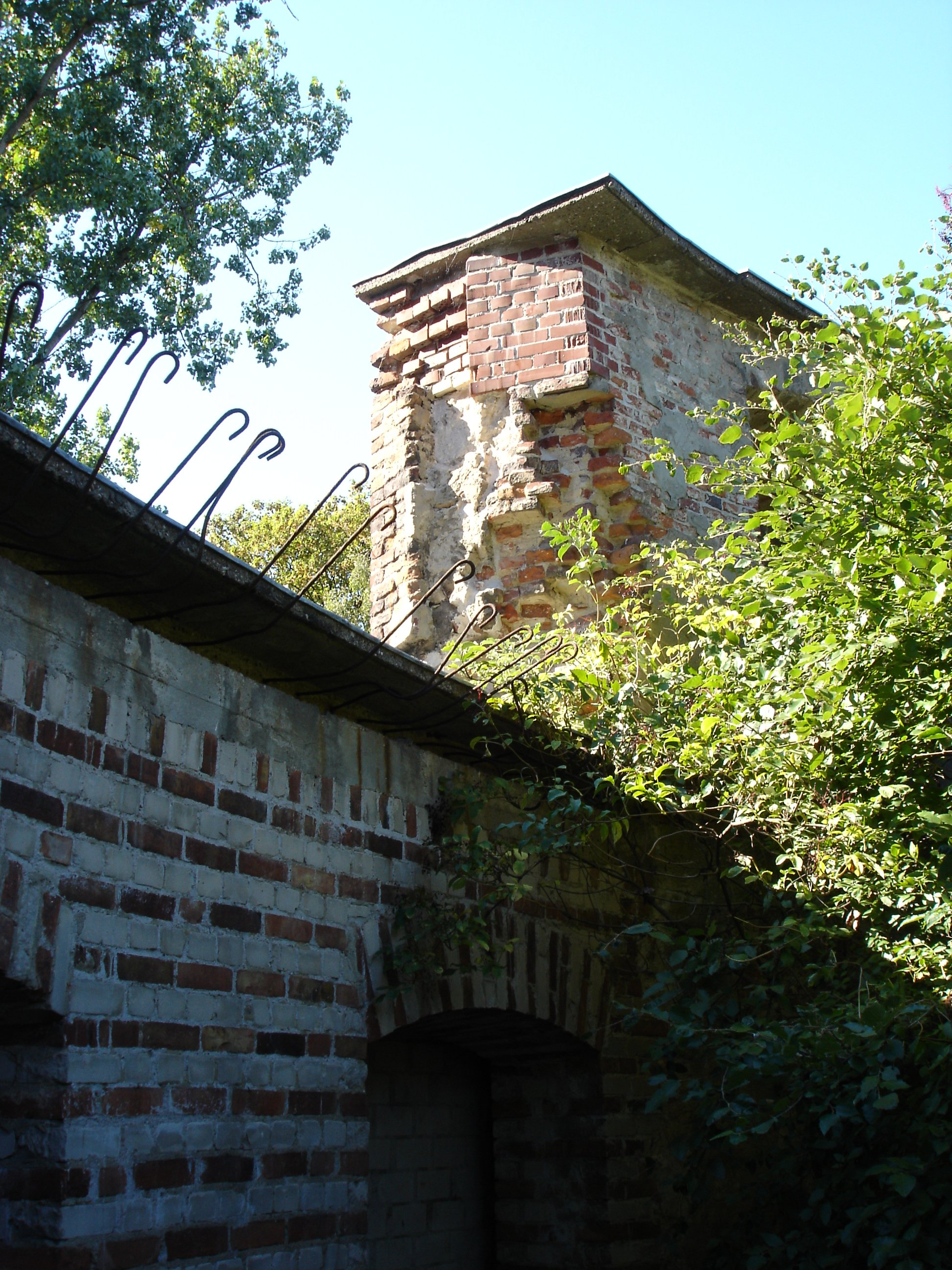
Blick auf die Außenmauer vom Inneren des Zwingers

Beim Zwinger in Münster handelt es sich um ein Rondell mit einem Durchmesser von 24,3 m. Damit ist er größer als der bekanntere Zwinger in Goslar. Die Mauerstärke der Außenmauer beträgt etwa 1,95 m. Ob es sich hierbei um die ursprüngliche Stärke handelt, ist unklar. So ging Max Geisberg 1932 davon aus, dass die Außenmauer bereits während der Bauzeit in den 1530er Jahren eine Stärke von bis zu 4,64 m besaß und erst 1732 teilweise abgetragen wurde, da seiner Einschätzung nach die Mauern des inneren Rings erst zu dieser Zeit neu gemauert wurden. Damit würde „Dat grote Bollwerk“, wie der Zwinger ebenfalls genannt wurde, zu den stärksten Stadtbefestigungen der frühen Neuzeit zählen.
Neueren Forschungen zufolge könnte die Baugeschichte jedoch auch anders abgelaufen sein: So ist bekannt, dass Fürstbischof Franz von Waldeck zwischen Juli 1535 und März 1536 das Bauwerk „mächtiger“ machte. Somit bestand die ursprüngliche Anlage aus einem Rondell mit einem Durchmesser von ungefähr 19 m und einer Wandstärke von 1,9 m, dem heutigen inneren Ring. Um den Zwinger zu verstärken, ließ Franz von Waldeck im Abstand von rund 2,2 m eine zweite, vorgelagerte Mauer mit einer Wandstärke von ebenfalls rund 1,9 m errichten, wodurch der charakteristische Rundgang entstand, dessen Ursprung Geisberg in der teilweisen Abtragung der Außenmauern sieht. Für diese neue These spricht, dass in der Außenmauer Kalkmergelbruchsteine enthalten sind. Sie wurden beim Bau der ursprünglichen Stadtmauer verwendet und könnten bei deren Abbruch und Verlegung im Bereich des Zwingers als Baumaterial für die Mauer des Bollwerks verwendet worden sein.
Über die ursprüngliche Höhe des Zwingers existieren keine verlässlichen Informationen. Vor der teilweisen Zerstörung im Zweiten Weltkrieg betrug sie auf der Westseite 8,75 m. Allerdings kann es sich dabei nicht um die ursprüngliche Höhe handeln, da bei der Schleifung der Befestigungsanlagen und dem Anlegen der Promenade im Jahre 1772 auch rund um den Zwinger Erde abgetragen wurde und er seitdem mindestens 2,25 m höher erscheint. Gut zu erkennen ist dies am ehemaligen Eingang, der zur Bauzeit auf der Höhe des umgebenden Geländes lag.
Im Inneren bestand der Zwinger aus zwei Stockwerken, einem Keller und einem separaten Dachgeschoss. Über die ursprüngliche Aufteilung existieren keine Informationen. Dagegen gibt es die Pläne der Innenarchitektur nach der Umgestaltung zu einem Gefängnis in den 1730er Jahren. In allen drei Etagen gab es um den Innenhof in der Mitte des Zwingers jeweils sechs im Kreis angeordnete Zellen. Sie wurden verbunden durch einen äußeren Rundgang zwischen Außenmauer und den Zellen innen. Die Aufteilung wurde im Jahre 1919 erneut verändert, als der Zwinger als Wohnhaus und Atelier für Maler vermietet wurde. Entsprechend wurden Wände entfernt und neue Durchbrüche geschaffen. Die teilweise Zerstörung im Zweiten Weltkrieg trug anschließend dazu bei, dass von der ursprünglichen Architektur nur noch wenige Teile erhalten geblieben sind.

## Geschichte

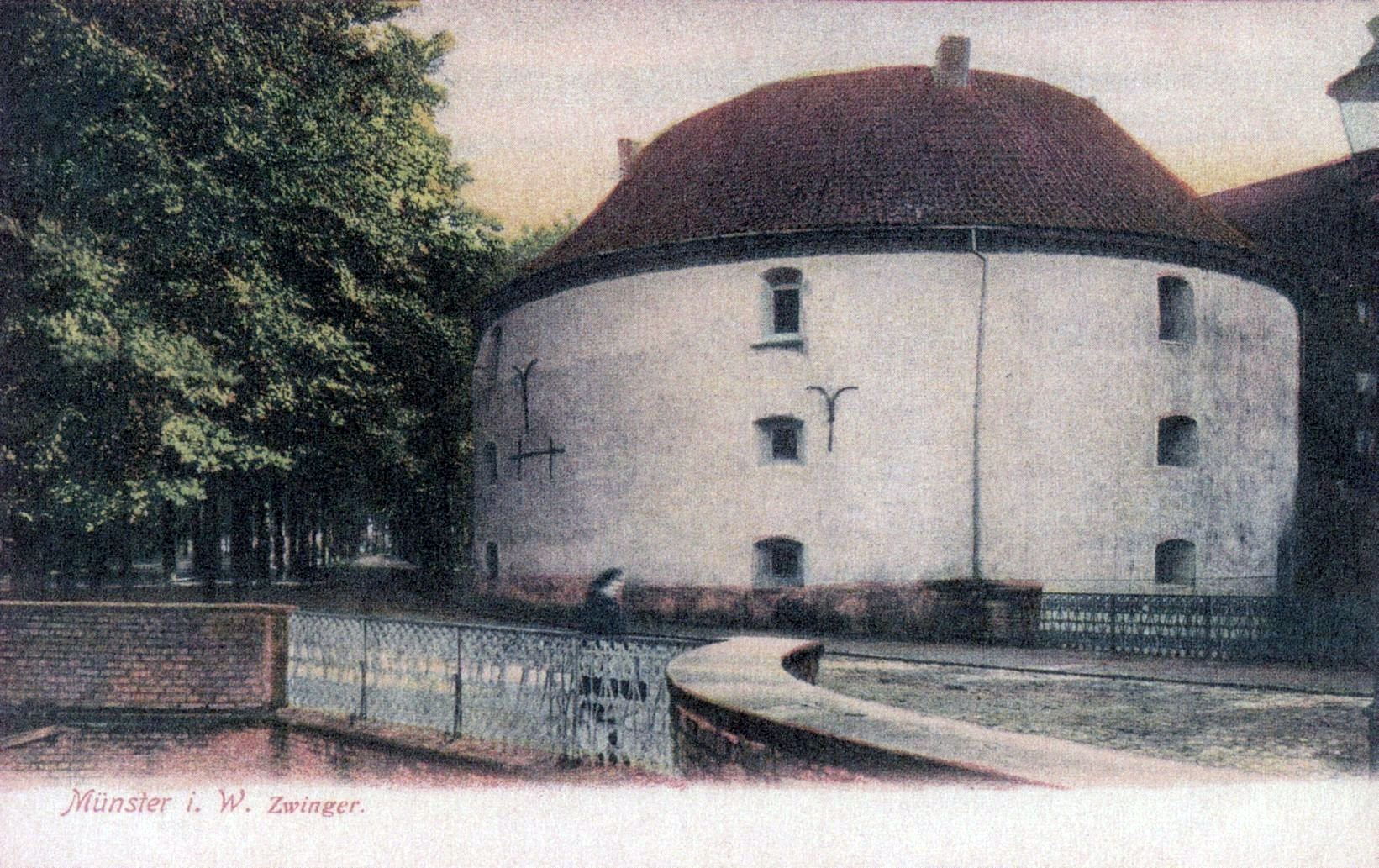
Der Zwinger auf einer Postkarte um 1900

Aufgrund der Herrschaft der Täufer in den Jahren 1534/1535 ist die Geschichte des Zwingers erst ab diesem Zeitpunkt durch Quellen eindeutig belegt, da viele Dokumente des Stadtarchivs von den Täufern vernichtet wurden. Die Bau- und Entwicklungsgeschichte des Bauwerks vor ihrer Machtübernahme beruht daher im Wesentlichen auf der wissenschaftlichen Untersuchung der Entwicklung der Stadtverteidigung und Wasserführung im Nordosten des spätmittelalterlichen Münsters.

### Vorgängerbauten
Mit der Verleihung von Stadtrechten durch Fürstbischof Hermann II. von Katzenelnbogen im Zeitraum zwischen 1173/74 und 1178 begann kurz darauf der Aufbau einer Stadtbefestigung, die aus einer vier bis acht Meter hohen Stadtmauer und einem vorgelagerten Stadtgraben bestand. Ein kritischer Bereich bestand dabei von Beginn an im Nordosten der Stadtverteidigung: Hier befand sich der Austritt der Aa aus der Stadt, allerdings zu dieser Zeit noch im Bereich des heutigen Coerdeplatzes. Problematisch war insbesondere der Höhenunterschied zwischen Stadtgraben und Aa, deren Wasserniveau etwa drei bis vier Metern unter dem des Grabens lag, da zunächst mittels Schleusen und später durch Wasserbären sichergestellt wurde, dass sich immer genügend Wasser im Wassergraben befand. Daher mussten hier besondere Vorkehrungen zur Verteidigung getroffen werden. Zusätzlich verliefen in diesem Bereich zwei alte Handelsstraßen vom Roggenmarkt und Alten Fischmarkt kommend, die sich im Nordosten der Stadt vereinigten, so dass zumindest die Existenz eines entsprechend gesicherten Stadttores wahrscheinlich ist.
Über die Art der Verteidigungsanlagen lassen sich nur Rückschlüsse anhand der Topographie und Urkunden des Stifts Überwasser ziehen: Im nördlichen Stadtgebiet befand sich ein Überschwemmungsgebiet der Aa, ein sogenannter „Bruch“ beziehungsweise „Breul“ im Mittelhochdeutschen. Er lag ungefähr zwischen dem heutigen Verlauf des Flusses und der Straße „Am Breul“ am unmittelbaren Verlauf der ehemaligen Stadtmauer. Im 11. Jahrhundert wurde bereits der Verlauf der Aa nach Süden verlegt, um am sogenannten „Mollenstrom“ zusätzliche Mühlen antreiben zu können. Dadurch entstand im Nordosten ein neues Überschwemmungsgebiet, der „Nigebruche“. Für den Beginn des 13. Jahrhunderts wird im Heberegister des Stifts Überwasser die Anlage einer neuen Brücke in diesem Bereich erwähnt. Entsprechend wird davon ausgegangen, dass zu diesem Zeitpunkt der Bau der Stadtmauer abgeschlossen war und die Brücke als Zugang zum „Nigebruche“ und dem an einem Handelsweg nach Norden liegenden „Bentheimer Tor“ benötigt wurde. Für das Jahr 1229 ist zudem in einer Urkunde von einem Stadttor in der Nähe des „Nigebruchs“ die Rede, was darauf schließen lässt, dass hiermit ein Tor im Bereich des späteren Zwingers gemeint war.
Bereits in den 1260er Jahren gab es Veränderung an den Verteidigungsanlagen, die auch den Bereich des Zwingers betrafen. Dass es zu dieser Zeit Bautätigkeiten gab, belegt der im Jahre 1265 als neu bezeichnete „Pulverturm“ östlich des Bentheimer Tores. So entstand frühestens 1265/66 zwischen dem Bentheimer Tor und dem Tor im Nordosten ein neues Stadttor, das „Neubrückentor“. Da in Urkunden aus den genannten Jahren weiterhin nur eine neue Brücke, nicht aber ein Tor als Ortsangabe verwendet wird, muss aus wissenschaftlicher Sicht das neue Tor nach dieser Zeit entstanden sein. Gleichzeitig mit dem Bau des neuen Tores kam es wahrscheinlich auch zur Verlegung des alten Handelsweges, der noch innerhalb der Stadtmauern die Flussseite wechselte und seitdem durch das Neubrückentor führte. Das alte Stadttor im Nordwesten wurde darauf zu einem Wachturm, der von Max Geisberg bereits 1932 als „Nordostturm“ bezeichnet wurde.
Jedoch existieren keine Urkunden, in denen dieser Nordostturm Erwähnung findet. Gestützt wird die Hypothese dadurch, dass in der Außenfassade des Zwingers Kalkmergelbruchsteine verbaut sowie im Inneren der Mauern des Zwingers eben solche als Schutt verfüllt wurden, wie sie für den Bau der Stadtmauer und des Buddenturms verwendet wurden. Im Gegensatz dazu könnten diese auch erst bei der Verstärkung der Anlage durch Franz von Waldeck 1535/36 in die Außenmauer gelangt sein, als er diese als zweite, vorgelagerte Mauer errichten ließ.
Mit der fortschreitenden Entwicklung in der Waffentechnik im 14. Jahrhundert wurden weitere Anpassungen der Verteidigungsanlagen von Münster notwendig. Dem bisherigen Wassergraben wurde ein weiterer Erdwall vorgelagert, der ebenfalls durch einen Wassergraben weiteren Schutz erfuhr. So berichten unterschiedliche Quellen für die Existenz dieses zweiten Grabens bereits um 1350. Dieser führte zur Frage, wie der Austritt der Aa aus dem Stadtgebiet gesichert werden konnte, da nun vier Grabenenden auf die tieferliegende Aa trafen und jeweils mit Schleusen das unterschiedliche Niveau ausgeglichen werden musste. Als Lösung bot sich eine aufwendige, aber speziell auf die Topologie angepasste Lösung an: Die Verlegung des Verlaufs der Aa. So trat sie nicht mehr auf Höhe des Neubrückentores aus der Stadt aus, sondern verlief ab dem Tor in Richtung des späteren Zwingers. Dabei wurde ein Teil des inneren Grabens genutzt und die Stadtmauer zwischen Neubrückentor und Nordostturm zum Stadtzentrum hin hinter die Aa versetzt. Diese Verlegung brachte zwei Vorteile: Zum einen konnte eine Schleuse zwischen Aa und innerem Graben innerhalb der Stadtmauern verlegt werden und zum anderen konnten die verbleibenden drei notwendigen Schleusen direkt vor einem Wehrturm, dem Nordostturm, konzentriert werden, der ihre Sicherung übernahm. Zudem ist anzunehmen, dass der Turm weiter ausgebaut wurde, um zusätzlich Kanonen auf ihm platzieren zu können.

### Bau als Zwingburg und Teil der Stadtbefestigung

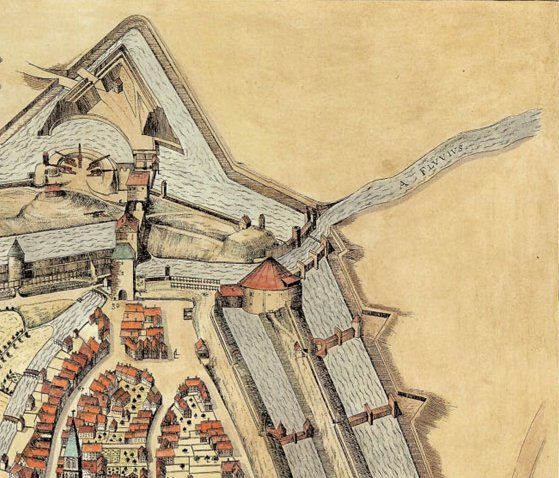
Ausschnitt aus dem Vogelschauplan von Münster von Everhard Alerdinck, auf dem sich die Struktur der Befestigungsanlage gut erkennen lässt

Die Bauarbeiten zum eigentlichen Zwinger begannen schätzungsweise um 1528 als Bollwerk in der Verteidigungsanlage der Stadt Münster an der Stelle des alten Nordost-Turmes. Gestützt wird diese Hypothese durch Rechnungen der Stadtkämmerei des Jahres 1532, worin erstmals ein „grothes Bollwerck“ im Bereich der Stadtbefestigung zwischen Neubrücken- und Hörstertor erwähnt wird. Inwieweit das Bollwerk den Formen und Ausmaßen des heutigen Zwingers entsprach, ist unbekannt. Verantwortlich für den Bau war möglicherweise Egbert Kaerbuck, der im Auftrag des Fürstbischofs auch das Neuwerk im Südwesten beim Eintritt der Aa in das Stadtgebiet errichtete.
Während der Herrschaft der Täufer in den Jahren 1534 und 1535 übernahmen sie die Kontrolle über den Zwinger und setzten ihn zur Verteidigung gegen den Landesherrn Fürstbischof Franz von Waldeck ein. Nach dem blutigen Ende der Täuferherrschaft ließ von Waldeck das Werk zusammen mit dem Neuwerk im Südwesten zu einer Zwingburg zur Niederschlagung einer eventuellen Revolte innerhalb der Stadt umbauen. Dieser Funktion nach wurde der Anlage der Name „Zwinger“ zuteil, der für 1537 erstmals urkundlich belegt ist. Die Umbauarbeiten begannen im Juli 1535 unter heftigen Protesten und entgegen dem Verbot durch die Kreisstände. Beauftragt mit dem Umbau wurde der Burggraf zu Iburg, Johann Beyer. So wurde ein Wassergraben zur Stadtseite gezogen und der Verlauf von Stadtmauer und Wassergräben in südlicher Richtung zum Hörster Tor verändert. Sie verliefen von diesem Zeitpunkt an näher zur Stadt hin, so dass der Zwinger wie eine Art Wasserburg vollständig von Wasser umschlossen war. Erreichbar war er nur über einen schmalen Damm, von der Stadtseite aus kommend. Die genaue Anlage des Zwingers lässt sich auf dem „Vogelschauplan“ von Everhard Alerdinck aus dem Jahre 1636 erkennen.
Am 20. November 1535 beschloss der Reichstag in Worms, dass Fürstbischof Franz von Waldeck die beiden illegal errichteten Befestigungsanlagen wieder abzubrechen habe. Nach Verhandlungen des Landtages wurde ihm am 23. März 1536 zugesprochen, eine neue Befestigungsanlage errichten zu dürfen. Er konzentrierte die Bautätigkeit von diesem Zeitpunkt an auf das Neuwerk, so dass der Zwinger nach bereits einem Jahr praktisch seine Funktion als Zwingburg verlor und wieder der Stadtverteidigung diente. Noch allerdings unterstand die Kontrolle über die Anlage dem Fürstbischof. Dies änderte sich in den darauffolgenden beiden Jahren. Bereits im Winter 1537/1538 übernahm der Bischof den Sold für die beim Zwinger stationierten Landknechte nicht mehr. Die Kosten hierfür wurden von der Stadt und den Landständen übernommen, die auch schon 1536/37 das Neueindecken des Dachs bezahlt hatten. Nachdem auch im Jahre 1539 der Bischof erneut keinen Sold zahlte, wurden Bürger der Stadt als Bewacher des Zwingers abgestellt. Somit unterstand die Anlage faktisch bereits wieder der Stadt Münster.
Offiziell wurde der Zwinger im Jahre 1541 an die Stadt zurückgegeben, als Franz von Waldeck am 5. August der Stadt durch eine Restitutionsurkunde Teile der Selbstverwaltungsrechte zurückgab. Eine Zwingburg war fortan nicht mehr notwendig und der Zwinger diente seitdem wieder ausschließlich zum Schutze der Stadt. Über die Nutzung in den darauffolgenden Jahrzehnten ist nur wenig bekannt. So ist nur für 1582 bekannt, dass ein Salpetersieder im beziehungsweise in einem Vorbau auf dem Damm zu Zwinger wohnte, der als Zugang von der Stadt her diente. Dagegen stammt aus der Zeit um 1570 die älteste noch erhaltene Darstellung auf der Stadtansicht von Remigius Hogenberg. Diese Stadtansicht beruht auf einer älteren Vorlage Hermann tom Rings. So hat die Überwasserkirche auf der Abbildung noch den Turmhelm, den sie bereits während der Täuferherrschaft verloren hatte. Auf dieser also mit Sicherheit der Vorlage nach weit vor das Jahr 1570 zu datierenden Darstellung ist das spitze, rote Dach des Zwingers zu erkennen.

### Nutzung als Mühle und Umbau

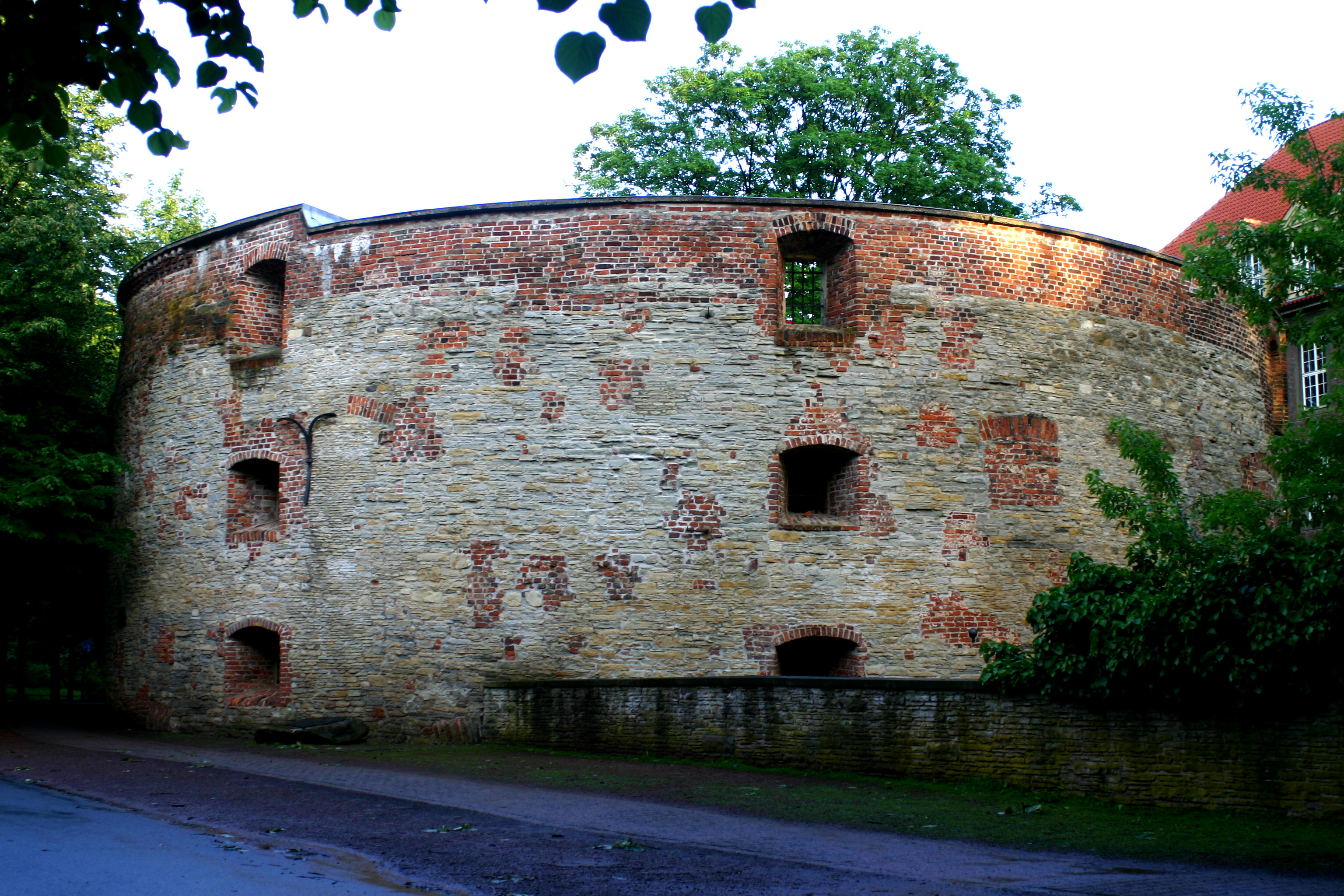
Westseite des Zwingers

Im Jahre 1619 war zunächst geplant, das Gebäude als Zuchthaus zu verwenden. Wer dafür verantwortlich zeichnet, ist allerdings nicht überliefert. Eine Umsetzung dieses Plans erfolgte jedoch erstmal nicht und sollte erst über 100 Jahre später wieder aufgegriffen werden. Stattdessen wurde um das Jahr 1635 eine Rossmühle zum Mahlen von Schwarzpulver im Zwinger installiert, nachdem eine 1606 am Schutzwall zwischen Zwinger und Hörstertor eingerichtete Mühle in den Wassergraben abzurutschen drohte. Sie wird explizit in Rechnungen des Stadtkämmerers erwähnt. Für das Jahr 1657 sind sogar zwei Mühlen überliefert.

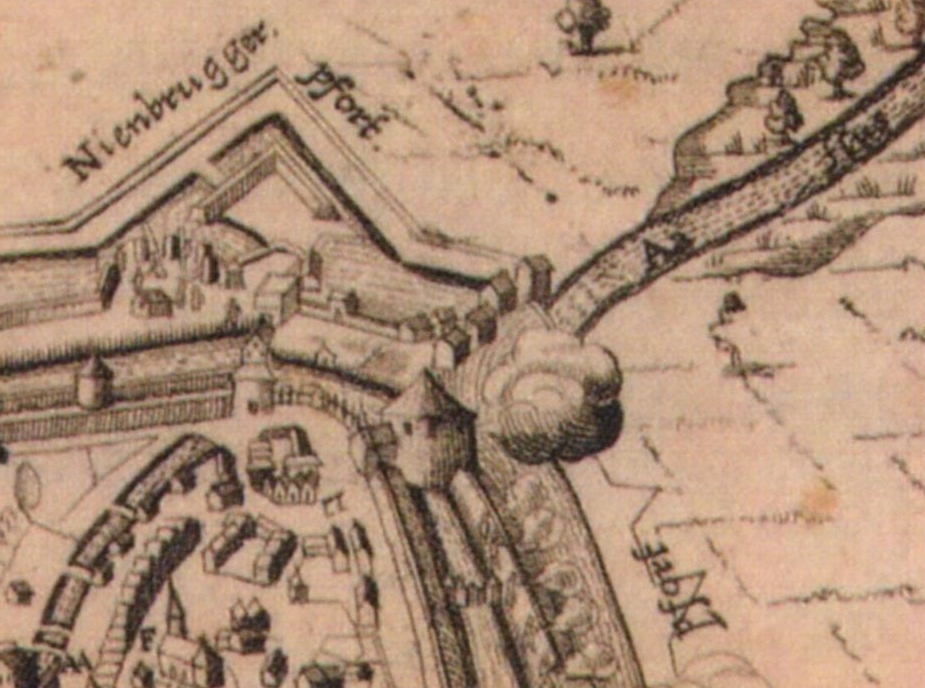
Kartenausschnitt aus einem Belagerungsplan von 1657. Gut zu erkennen der Zwinger mit dem charakteristischen Kegeldach.

Am 15. April 1650 kam es zu einem Brand im Zwinger, bei dem das Pulver Feuer fing. Eine Explosion der zu diesem Zeitpunkt über 500 Pfund an gelagertem Schwarzpulver konnte verhindert werden, jedoch wurde die Anlage hierbei stark beschädigt. Eine Woche später, am 22. April 1650 beschloss daher der Rat der Stadt, dass die Mühle aus dem Zwinger entfernt werden müsse und auch andere Händler ihr Pulver abzutransportieren hätten, die es dort gelagert hatten. Gleichzeitig beschloss der Rat den Zwinger zu wölben, um auf dem Dach eine Erdaufschüttung für eine Batterie Kanonen zu ermöglichen. Diese Idee wurde bei einer Besichtigung wieder fallengelassen und so entschied sich der Rat am 2. Mai 1650, den Zwinger mit einer flachen Holzdecke zu versehen. Nachdem fast ein Jahr nichts geschah, wurde dieser Beschluss am 9. Juli 1651 verworfen und erneut durch die Idee eines Gewölbes ersetzt. Der Rat der Stadt erteilte den Kämmerern den Auftrag, das dafür notwendige Baumaterial zu beschaffen. Gleichzeitig begannen die Umbauarbeiten am Zwinger, wobei das Dach abgenommen und provisorisch mit Brettern zugedeckt wurde. Zur Umsetzung dieser Idee kam es aufgrund eines Gutachtens des angesehenen Ingenieurs Heinrich van Geldern vom 10. Mai 1652 jedoch ebenfalls nicht.
Fast ein Jahr später war der Umbau noch immer nicht vollendet. Erst als der Rat am 2. April 1653 Druck auf die Gilden ausübte und ihnen unterstellte, Schuld an den Verzögerungen zu sein, gingen die Baumaßnahmen weiter. Mit daran beteiligt war unter anderem der bekannte westfälische Maler Everhard Alerdinck, der sich bereits für die Verschönerung des Rathauses für die Verhandlungen zum Westfälischen Frieden verantwortlich zeichnete. Ein Gewölbe erhielt der Zwinger dennoch nicht, sondern behielt sein Kegeldach, wenn auch in etwas abgewandelter Form. Dies belegen Belagerungspläne von Fürstbischof Christoph Bernhard von Galen aus den Jahren 1657 sowie 1661.

### Umwandlung in ein Zuchthaus

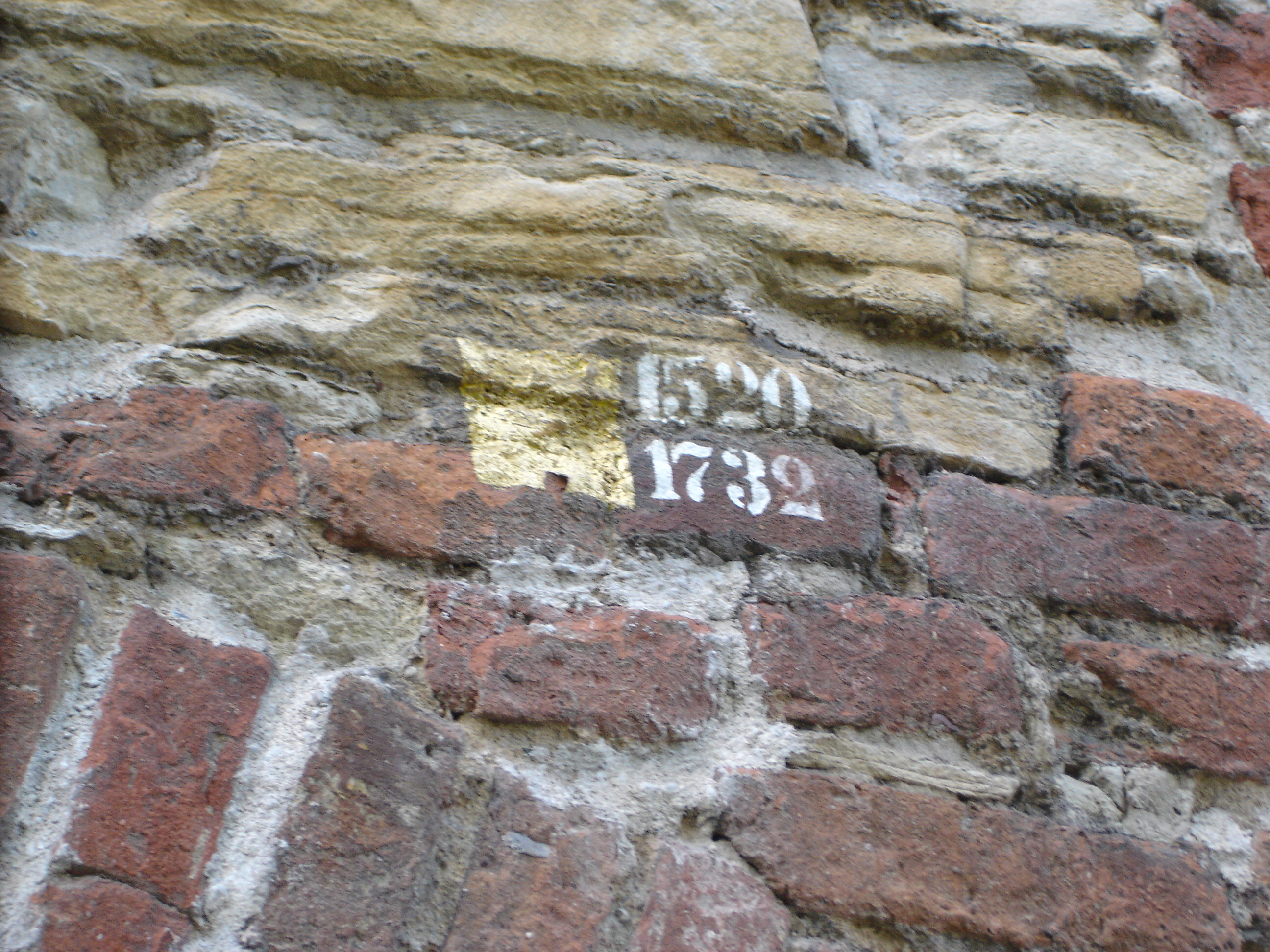
Jahreszahlen an der Außenwand geben Hinweise über die jeweiligen Bauabschnitte.

Nach von Galens erfolgreicher Belagerung Münsters im Jahre 1661 ging die Kontrolle über die Wehranlagen und somit auch den Zwinger an den siegreichen fürstbischöflichen Landesherren über. Über die Nutzung des Gebäudes während dieser Zeit existieren allerdings keine Informationen. Erst wieder im Jahre 1732 tritt der Zwinger geschichtlich in Erscheinung. Im Auftrag des münsterschen Domkapitels und der Ritterschaft sollte in der Stadt ein Zuchthaus errichtet werden. So gab es bereits im November 1731 Pläne für die Errichtung einer solchen Anstalt nahe dem Zwinger. Die Baupläne hierfür lieferte Johann Conrad Schlaun, der die Befestigungsanlage dabei mit einbezog. Sie sollte als Untersuchungsgefängnis dienen, während die Verurteilten im neu zu errichteten Zuchthaus inhaftiert wurden.
Schlauns Entwurf sah zunächst vor, den inneren Ring auf jeder Ebene zu zehnteln und jeweils acht Zellen im Erd- sowie Dachgeschoss einzurichten. Jeweils zwei Teile je Ebene sollten zu einem großen Raum zusammengefasst werden, in dem die Insassen zusammen die Messe vom gegenüberliegenden Zuchthaus hören konnten. Im Keller sollten keine Zellen entstehen. Hier sah der erste Entwurf vor, die beiden Eingänge mit einem gewölbten Gang zu verbinden, möglicherweise um das Kellergeschoss mit Erde auffüllen zu können, um so einen ebenerdigen Innenhof zu ermöglichen. Der Zugang zu den einzelnen Zellen sollte durch einen Rundgang zwischen diesen und der Außenmauer hergestellt werden. Dieser bestand bereits entweder seit den Umbauarbeiten durch Franz von Waldeck in den Jahren 1535/36 oder wurde nach Einschätzung von Max Geisberg durch das teilweise Abtragen der ursprünglich 4,64 m dicken Außenmauer erreicht, die danach nur noch eine Wandstärke von 1,95 m besaß. Die Zellen selbst sollten zu diesem Gang hin eine Tür sowie ein vergittertes Fenster erhalten und auf der gegenüberliegenden Seite der Außenmauer ein Fenster, durch das Licht in die Zellen fiel. Eine weitere, kleine unvergitterte Öffnung war zum Innenhof geplant, wo sich auch die Toilette befand, die über einen Fallschacht mit einem Bassin im Innenhof verbunden war. Die Spülung des Bassins sollte durch eine Zuleitung des Stadtgrabens erfolgen, der Abfluss in die direkt neben dem Zwinger verlaufende Aa.
Am 2. Januar 1732 folgte der Beschluss im Landtag zum Bau des Zuchthauses. Um die Kosten hierfür decken zu können, wurde am 27. Januar 1732 der damalige Fürstbischof Clemens August I. von Bayern befragt, ob er Kollekten oder eine Lotterie zur Finanzierung genehmigen würde. Er erließ am 16. Mai 1732 ein Edikt, wonach er im ganzen Bistum Münster eine entsprechende Kollekte durchführen ließ. Mit Hilfe des Geldes sollte das Zuchthaus größer und repräsentativer werden, als ursprünglich geplant. Zudem plante Clemens August auch die Einrichtung einer Zuchthausfabrik.
Für die neuen Anforderungen änderte Schlaun seine Entwürfe ab. So sollten der große Raum im Erdgeschoss nicht mehr als Versammlungsraum für die Insassen zum Hören der Messe dienen, sondern als Wachstube. Der große Raum im Obergeschoss wurde zu einem Verhörzimmer. Das letztendliche Ergebnis der Umbauarbeiten wich aber stark von den ursprünglichen Plänen ab. So gab es nicht mehr acht, sondern nur sechs Zellen pro Ebene. Dafür wurde der Keller nicht mehr aufgefüllt, sondern erhielt ebenfalls sechs Zellen, so dass insgesamt Platz für 18 anstelle der zunächst geplanten zwölf Insassen vorhanden war. Auch erhielten die Zellen keine Fenster zum äußeren Rundgang, sondern nur eine Tür mit einem darüberliegenden, kleinen, vergitterten Fenster und die Fenster in der Außenmauer lagen nicht mehr gegenüber den Türen der Zellen. Somit fiel nur sehr wenig Licht in die Zellen, die Zellen im Keller waren fast komplett dunkel.
Auch anders unterschieden sich die Zellen in den verschiedenen Ebene deutlich voneinander: So betrug die Raumhöhe im Keller nur 2,36 m, im Erdgeschoss 2,96 m und im Obergeschoss 3,6 m. Um die Deckenhöhe im Obergeschoss zu erreichen, wurde es um 1,65 m aufgestockt.
Bereits 1833 beziehungsweise 1835 schlug der damalige Bauinspektor Teuto vor, das Gebäude abzutragen und an der gleichen Stelle ein neues, größeres Gefängnis zu errichten. Da Teuto sich mit diesem Vorschlag nicht durchsetzen konnte, entstand um 1850 an der Gartenstraße, nur einen Steinwurf vom Zwinger entfernt, ein neues Gefängnis. Dennoch blieb die Funktion als Gefängnis noch einige Zeit erhalten. Letztmalige Hinweise für eine entsprechende Nutzung des Zwingers finden sich für das Jahr 1877, als ein Ankauf desselben durch die Stadt Münster deswegen nicht zustande kam.

### Nutzung seit dem 20. Jahrhundert

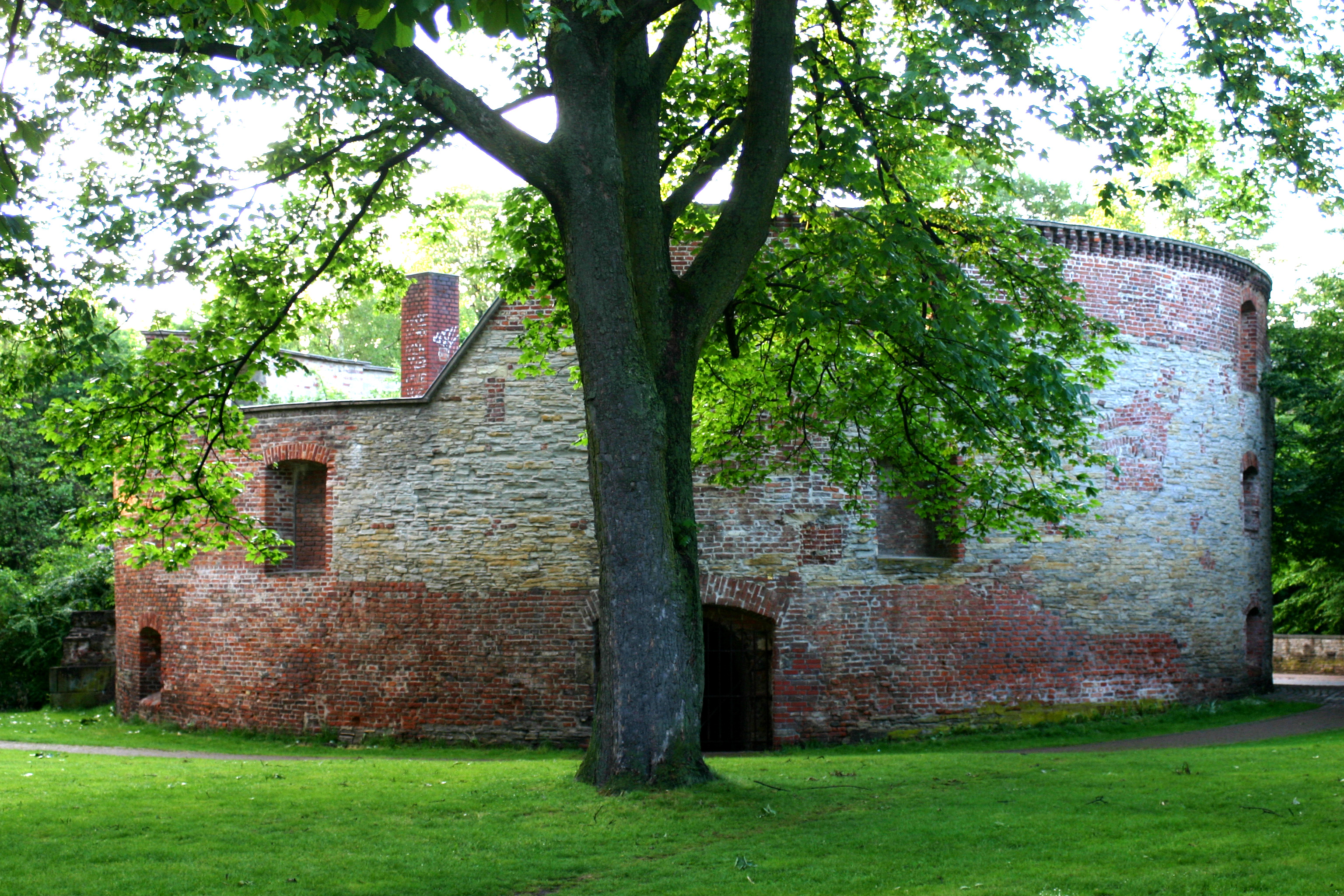
Die Ostseite des Zwingers. Vom Baum halb verdeckt der Eingang zu den Kellergewölben.

Bereits seit dem 21. August 1900 besitzt der Zwinger den Status als Denkmal, nachdem der damalige Provinzialkonservator bei der Landesregierung gegen den Abriss intervenierte. Am 16. Juni 1911 erwarb die Stadt Münster den Zwinger zum Preis von 130.000 Reichsmark. Ihr wurde zudem zur Auflage gemacht, den Zwinger dauerhaft zu erhalten. Nach dem Ersten Weltkrieg vermietete die Stadt den Zwinger im Herbst 1919 an den Berliner Maler und Mitbegründer sowie erster Vorsitzender der Freien Künstlergemeinschaft Schanze Friedrich Wilhelm Liel, der ihn zu Wohn- und Atelierzwecken umgestalten ließ. Eine entsprechende Nutzung erfolgte bis in das Jahr 1935.

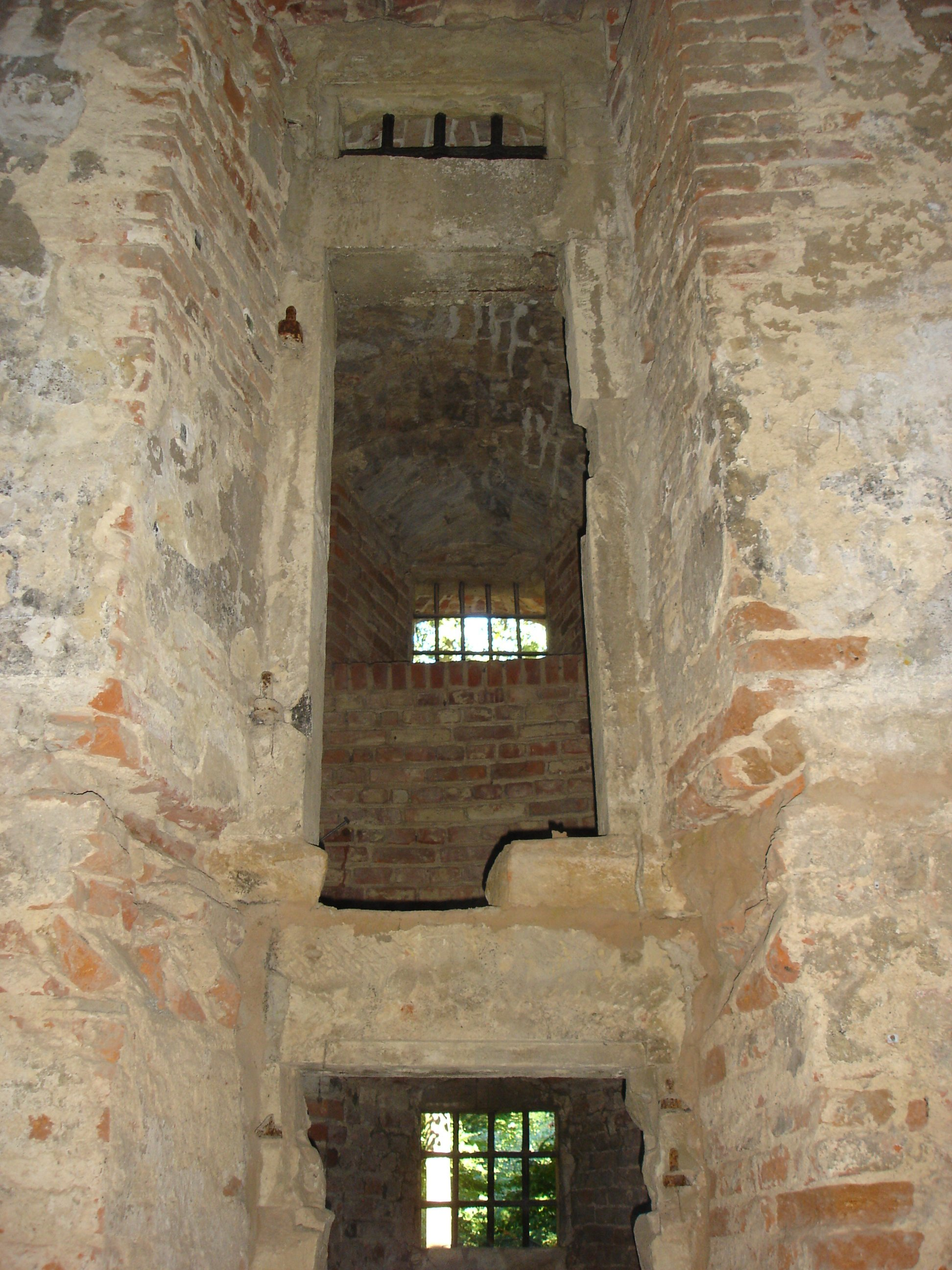
Blick vom Außengang im Kellergeschoss durch die Zellen im Keller und Erdgeschoss

Während der Zeit des Nationalsozialismus diente der Zwinger zunächst als „Kulturheim der münsterischen Hitler-Jugend“, ab 1944 als Inhaftierungsanstalt für die Gestapo. Diese führte im Innenhof Exekutionen von u. a. sowjetischen Zwangsarbeitern und Kriegsgefangenen durch, anscheinend auch nachdem das Gebäude im Frühjahr 1945 teilweise von Bomben zerstört wurde.
Nach dem Krieg verfiel der Zwinger zusehends. Planungen, die Stätte in ein Mahnmal zu verwandeln, fielen Geldnöten zum Opfer. Unter anderem sollte Heinrich Böll eine Gedenkplakette betexten und besichtigte den Zwinger im April 1971 auch. Erst nachdem Rebecca Horn dem Zwinger während der Ausstellung Skulptur.Projekte 1987 mit der Skulptur Das gegenläufige Konzert zu neuem Leben verhalf, wurde der Ausbau zu einem Mahnmal verwirklicht. Im September 1989 beschloss der Rat der Stadt daher, das Gebäude als Gedenkstätte zu nutzen, mit Gedenken an die Opfer der Gewalt in Münster, an die Opfer der Kriegsgewalt und der Verfolgung Unschuldiger, besonders an die unmenschliche Strafjustiz und den Terror gegen politische Gegner, Angehörige von Minderheiten und Kriegsgefangene während des NS-Regimes. Eine umfassende Restaurierung erfolgte in den Jahren 1995 bis 1997.
Im Inneren des Zwingers tropft regelmäßig Wasser aus einem Trichter und fällt zwölf Meter tief in eine Zisterne. Kleine Details ergänzen die Skulptur, so zum Beispiel ein Ei, das von zwei spitzen Metallnadeln, die aus der Decke beziehungsweise dem Boden wachsen, gehalten wird.

## Besichtigung und Öffnungszeiten
Der Zwinger kann in den Monaten von April bis Oktober jeweils am ersten Sonntag im Monat bei einer Führung besichtigt werden. Sie beginnt im Stadtmuseum Münster mit einer Tondiaschau über die Geschichte des Gebäudes. Zusätzlich kann der Zwinger einmal monatlich abends im Rahmen einer Taschenlampenführung erkundet werden. Zusätzlich besteht von Juni bis September jeweils sonntagnachmittags die Möglichkeit zur Besichtigung.

## Künstlerische Nutzung
Regelmäßig ist der Zwinger auch Spielort oder Schauplatz von kulturellen Veranstaltungen, die in direktem Bezug zur Geschichte des Mahnmals stehen. So projiziert das Künstlerkollektiv Bauer/König/Kücking seit 2021 jeweils im Herbst eine großformatige Videoinstallation mit dem Titel Maßnahmen zur Verteidigung der Demokratie auf die Außenwände des Gemäuers.
Seit 1999 zeigt das Theaterensemble Freuynde + Gaesdte in einer ehemaligen Zelle im Obergeschoss Theaterinszenierungen, die in ihren Sujets die Vorgeschichte des Gebäudes als Gefängnis und Hinrichtungsstätte aufgreifen (unter anderem Der Totmacher über den Serienmörder Fritz Haarmann, Die Akte Woyzeck als Collage aus literarischen und dokumentarischen Texten zum Kriminalfall Johann Christian Woyzeck und Ansichten eines Henkers über den letzten britischen Executioner Albert Pierrepoint). Mit inzwischen fast zweihundert Aufführungen sind die Inszenierungen des Ensembles ein fester Bestandteil des Veranstaltungsprogramms im Zwinger.